# Zimirina vastitatis
Zimirina vastitatis är en spindelart som beskrevs av Cooke 1964. Zimirina vastitatis ingår i släktet Zimirina och familjen Prodidomidae. Inga underarter finns listade i Catalogue of Life.